# Кастељон де ла Плана
Кастељон де ла Плана (шп. Castellón de la Plana; шп. Castelló de la Plana) град је у шпанској аутономној заједници Валенсија и главни је град истоимене покрајине Кастељон.

## Становништво
Према процени, у граду је 2008. живело 177.924 становника.

| 1981.   | 1989.   | 1991.   | 2001.   | 2002.   |
| ------- | ------- | ------- | ------- | ------- |
| 126.464 | 134.213 | 138.489 | 147.667 | 147.667 |

## Партнерски градови
- Шателро